# Пэйн, Хизер
Хи́зер Линэ́й Пэйн (англ. Heather Lynaye Payne), в девичестве — Флойд (англ. Floyd; 18 января 1970, Абилин, Техас, США) — американская певица.

## Биография
Хизер Линэй Флойд родилась 18 января 1970 года в Абилине (штат Техас, США), а выросла и окончила среднюю школу в Нормане (штат Оклахома).
Хизер начала свою музыкальную карьеру в 1991 году, став участницей женской музыкальной поп-группы «Point of Grace», которую она покинула 17 лет спустя — в 2008 году. В 2010 году Пэйн начала сольную карьеру.
С 30 апреля 1999 года Хизер замужем за Брайаном Пэйном. У супругов есть четверо детей: дочь Элла Райли Пэйн (род.16.09.2002), сыновья Натаниэль Грэм Пэйн (род.12.09.2004) и Сет Хадсон Пэйн (род.17.04.2006) и ещё одна дочь — Ава Коринн Пэйн (род.12.11.2007).